# 人民广场 (重庆市)
重庆人民广场位于重庆市渝中区上清寺附近的学田湾。

## 历史
于1997年5月25日建成，广场面积2.5万平方米，绿化面积1.18万平方米。后经几经扩建，并把渝中区北部主干道人民路改造入地后，与东面的重庆市人民大礼堂及西面的重庆中国三峡博物馆形成一个整体，成为市民主要休闲场所，同时也是外地游客到重庆的必到之地。